# Болотки
Болотки — опустевшая деревня в Великолукском районе Псковской области России. Входит в состав сельского поселения «Пореченская волость».
Расположена в 45 км к югу от райцентра Великие Луки и в 8 км к востоку от волостного центра Поречье.

## Население
Численность населения деревни составляет на 2000 год 3 жителя, на 2010 год — постоянное население отсутствовало.

## История
До 2005 года деревня входила в состав ныне упразднённой Урицкой волости.